# Liste der olympischen Medaillengewinner aus Norwegen/H–N
Bislang errangen norwegische Sportler insgesamt 575 olympische Medaillen (210 × Gold, 191 × Silber und 174 × Bronze). 
Zurück zur Liste der olympischen Medaillengewinner aus Norwegen
- Medaillengewinner A bis G
- Medaillengewinner O bis Ø

## Medaillengewinner

### H
- Ragnhild Haga – Skilanglauf (2-0-0)
Pyeongchang 2018: Gold, 10 km Freistil Frauen
Pyeongchang 2018: Gold, 4 × 5-km-Staffel Frauen
- Harald Hagen – Segeln (1-0-0)
Paris 1924: Gold, 8-Meter-Klasse Männer
- Oddbjørn Hagen – Nordische Kombination, Skilanglauf (1-2-0)
Garmisch-Partenkirchen 1936: Gold, Nordische Kombination Männer
Garmisch-Partenkirchen 1936: Silber, 18 km Männer
Garmisch-Partenkirchen 1936: Silber, 4 × 10-km-Staffel Männer
- Olav Hagen – Skilanglauf (0-0-1)
St. Moritz 1948: Bronze, 4 × 10-km-Staffel Männer
- Thoralf Hagen – Rudern (0-0-2)
Antwerpen 1920: Bronze, Vierer mit Steuermann
Antwerpen 1920: Bronze, Achter Männer
- Arne Halse – Leichtathletik (0-1-1)
London 1908: Silber, Speerwurf Mittelgriff Männer
London 1908: Bronze, Speerwurf freier Stil Männer
- Trine Haltvik – Handball (0-1-1)
Seoul 1988: Silber, Frauen
Sydney 2000: Bronze, Frauen
- Harald Halvorsen – Turnen (0-1-0)
London 1908: Silber, Teammehrkampf Männer
- Gro Hammerseng – Handball (1-0-0)
Peking 2008: Gold, Frauen
- Halvard Hanevold – Biathlon (3-2-1)
Nagano 1998: Gold, 20 km Einzel Männer
Nagano 1998: Silber, 4 × 7,5-km-Staffel Männer
Salt Lake City 2002: Gold, 4 × 7,5-km-Staffel Männer
Salt Lake City 2002: Silber, 10 km Sprint Männer
Turin 2006: Bronze, 20 km Einzel Männer
Vancouver 2010: Gold, 4 × 7,5-km-Staffel Männer
- Aksel Hansen – Turnen (0-0-1)
Stockholm 1912: Bronze, Schwedisches System Männer
- Alf Hansen – Rudern (1-1-0)
Montreal 1976: Gold, Doppelzweier Männer
Seoul 1988: Silber, Doppelvierer Männer
- Frank Hansen – Rudern (1-1-0)
München 1972: Silber, Doppelzweier Männer
Montreal 1976: Gold, Doppelzweier Männer
- Hans Egill Hansen – Rudern (0-0-1)
London 1948: Bronze, Achter Männer
- Harald Hansen – Turnen (0-1-0)
London 1908: Silber, Teammehrkampf Männer
- Halfdan Hansen – Segeln (1-0-0)
Stockholm 1912: Gold, 12-Meter-Klasse Männer
- Sverre Hansen – Leichtathletik (0-0-1)
Paris 1924: Bronze, Weitsprung Männer
- Sverre Hansen – Fußball (0-0-1)
Berlin 1936: Bronze, Männer
- Katrine Lunde Haraldsen – Handball (1-0-0)
Peking 2008: Gold, Frauen
London 2012: Gold, Frauen
- Johannes Harviken – Skilanglauf (0-1-1)
Sapporo 1972: Silber, 4 × 10-km-Staffel Männer
Sapporo 1972: Bronze, 30 km Männer
- Kaspar Hassel – Segeln (1-0-0)
Antwerpen 1920: Gold, 12-Meter-Klasse Typ 1919 Männer
- Stine Lise Hattestad – Freestyle-Skiing (1-0-1)
Albertville 1992: Bronze, Moguls Frauen
Lillehammer 1994: Gold, Moguls Frauen
- Ola Vigen Hattestad – Skilanglauf (1-0-0)
Sotschi 2014: Gold, Sprint Männer
- Trine Hattestad – Leichtathletik (1-0-1)
Atlanta 1996: Bronze, Speerwurf Frauen
Sydney 2000: Gold, Speerwurf Frauen
- Thorleif Haug – Nordische Kombination, Skilanglauf (3-0-0)
Chamonix 1924: Gold, 18 km Männer
Chamonix 1924: Gold, 50 km Männer
Chamonix 1924: Gold, Kombination Männer
- Tone Haugen – Fußball (0-0-1)
Atlanta 1996: Bronze, Frauen
- Villy Haugen  – Eisschnelllauf (0-0-1)
Innsbruck 1964: Bronze, 1500 m Männer
- Margunn Haugenes – Fußball (1-0-0)
Sydney 2000: Gold, Frauen
- Timon Haugan – Ski Alpin (0-0-1)
Peking 2022: Bronze, Teamwettbewerb
- Sverre Haugli  – Eisschnelllauf (0-0-1)
Oslo 1952: Bronze, 5000 m Männer
- Nina Haver-Løseth – Ski Alpin (0-0-1)
Pyeongchang 2018: Bronze, Teamwettbewerb
- Ole Hegge – Skilanglauf (0-1-0)
St. Moritz 1928: Silber, 18 km Männer
- Hanne Hegh – Handball (0-1-0)
Seoul 1988: Silber, Frauen
- Erik Heiberg – Segeln (0-1-0)
Helsinki 1952: Gold, 6-Meter-R-Klasse Männer
- Tor Heiestad – Schießen (1-0-0)
Seoul 1988: Gold, Kleinkaliber laufende Scheibe Männer
- Arnfinn Heje – Segeln (1-0-0)
Stockholm 1912: Gold, 12-Meter-Klasse Männer
- Albert Helgerud – Schießen (2-3-1)
London 1908: Gold, Freies Gewehr Dreistellungskampf Männer
London 1908: Gold, Freies Gewehr Dreistellungskampf Team Männer
London 1912: Silber, Freies Gewehr Team Männer
Antwerpen 1920: Silber, Freies Gewehr Dreistellungskampf 300 m Team Männer
Antwerpen 1920: Silber, Armeegewehr liegend Team Männer
Antwerpen 1920: Bronze, Kleinkaliber 50 m Team Männer
- Finn Helgesen  – Eisschnelllauf (1-0-0)
St. Moritz 1948: Gold, 500 m Männer
- Herman Helgesen – Turnen (0-1-0)
Antwerpen 1920: Silber, Freies System Männer
- Sonja Henie – Eiskunstlauf (3-0-0)
St. Moritz 1928: Gold, Einzel Frauen
Lake Placid 1932: Gold, Einzel Frauen
Garmisch-Partenkirchen 1936: Gold, Einzel Frauen
- Eivind Henriksen – Leichtathletik (0-1-0)
Tokio 2020: Silber, Hammerwurf Männer
- Henriette Henriksen – Handball (0-1-0)
Barcelona 1992: Silber, Frauen
- Sindre Henriksen  – Eisschnelllauf (1-0-0)
Pyeongchang 2018: Gold, Teamverfolgung Männer
- Helmer Hermandsen – Schießen (0-1-0)
Paris 1900: Silber, Armeegewehr 300 m Dreistellungskampf Team Männer
- Camilla Herrem – Handball (2-0-2)
London 2012: Gold, Frauen
Rio de Janeiro 2016: Bronze, Frauen
Tokio 2020: Bronze, Frauen
Paris 2024: Gold, Frauen
- Erik Herseth – Segeln (1-0-0)
Antwerpen 1920: Gold, 10-Meter-Klasse Typ 1919 Männer
- Tor Arne Hetland – Skilanglauf (1-1-0)
Salt Lake City 2002: Gold, Sprint Freistil Männer
Turin 2006: Silber, Teamsprint Männer
- Tom Hilde – Skispringen (0-0-1)
Vancouver 2010: Bronze, Team Männer
- Elisabeth Hilmo – Handball (0-0-1)
Sydney 2000: Bronze, Frauen
- Odd-Bjørn Hjelmeset – Skilanglauf (0-1-1)
Salt Lake City 2002: Bronze, 50 km klassisch Männer
Vancouver 2010: Silber, 4 × 10-km-Staffel Männer
- Olaf Hoffsbakken – Nordische Kombination, Skilanglauf (0-2-0)
Garmisch-Partenkirchen 1936: Silber, 4 × 10-km-Staffel Männer
Garmisch-Partenkirchen 1936: Silber, Nordische Kombination Männer
- Hanne Hogness – Handball (0-2-0)
Seoul 1988: Silber, Frauen
Barcelona 1992: Silber, Frauen
- Peter Hol – Turnen (0-2-1)
London 1908: Silber, Teammehrkampf Männer
Stockholm 1912: Bronze, Schwedisches System Männer
Antwerpen 1920: Silber, Freies System Männer
- Thorleif Holbye – Segeln (1-0-0)
Antwerpen 1920: Gold, 8-Meter-Klasse Typ 1907 Männer
- Knut Holmann – Kanu (3-2-1)
Barcelona 1992: Silber, Einer-Kajak 1000 m Männer
Barcelona 1992: Bronze, Einer-Kajak 500 m Männer
Atlanta 1996: Gold, Einer-Kajak 1000 m Männer
Atlanta 1996: Silber, Einer-Kajak 500 m Männer
Sydney 2000: Gold, Einer-Kajak 500 m Männer
Sydney 2000: Gold, Einer-Kajak 1000 m Männer
- Rolf Holmberg – Fußball (0-0-1)
Berlin 1936: Bronze, Männer
- Øivind Holmsen – Fußball (0-0-1)
Berlin 1936: Bronze, Männer
- Sigurd Holter – Segeln (1-0-0)
Antwerpen 1920: Gold, 10-Meter-Klasse Typ 1907 Männer
- Mina Fürst Holtmann – Ski Alpin (0-0-1)
Peking 2022: Bronze, Teamwettbewerb
- Hans Christer Holund – Skilanglauf (0-1-1)
Pyeongchang 2018: Bronze, 30 km Skiathlon Männer
Peking 2022: Silber, 4 × 10-km-Staffel Männer
- Fanny Welle-Strand Horn – Biathlon (0-0-1)
Sotschi 2014: Bronze, 4 × 5-km-Staffel Frauen
- Fredrik Horn – Fußball (0-0-1)
Berlin 1936: Bronze, Männer
- Petter Hugsted – Skispringen (1-0-0)
St. Moritz 1948: Gold, Großschanze Männer
- Mia Hundvin – Handball (0-0-1)
Sydney 2000: Bronze, Frauen
- Line Flem Høst – Segeln (0-0-1)
Paris 2024: Bronze, Laser Radial Frauen

### I
- Eugen Ingebretsen – Turnen (0-1-1)
London 1908: Silber, Teammehrkampf Männer
Stockholm 1912: Bronze, Schwedisches System Männer
- Olaf Ingebretsen – Turnen (0-0-1)
Stockholm 1912: Bronze, Schwedisches System Männer
- Jakob Ingebrigtsen – Leichtathletik (2-0-0)
Tokio 2020: Gold, 1500 m Männer
Paris 2024: Gold, 5000 m Männer
- Tommy Ingebrigtsen – Skispringen (0-0-1)
Turin 2006: Bronze, Team Männer
- Vilde Ingstad – Handball (1-0-1)
Tokio 2020: Bronze, Frauen
Paris 2024: Gold, Frauen
- Magnar Isaksen – Fußball (0-0-1)
Berlin 1936: Bronze, Männer
- Jon Istad – Biathlon (0-1-0)
Grenoble 1968: Silber, 4 × 7,5-km-Staffel Männer
- Bjarne Iversen – Skilanglauf (0-1-0)
Garmisch-Partenkirchen 1936: Silber, 4 × 10-km-Staffel Männer
- Emil Iversen – Skilanglauf (0-1-0)
Peking 2022: Silber, 4 × 10-km-Staffel Männer
- Ole Iversen – Turnen (0-1-0)
London 1908: Silber, Teammehrkampf Männer

### J
- Alf Jacobsen – Segeln (1-0-0)
Antwerpen 1920: Gold, 8-Meter-Klasse Typ 1907 Männer
- Anders Jacobsen – Skispringen (0-0-1)
Vancouver 2010: Bronze, Team Männer
- Astrid Jacobsen – Skilanglauf (1-0-0)
Pyeongchang 2018: Gold, 4 × 5-km-Staffel Frauen
- Marit Røsberg Jacobsen – Handball (1-0-1)
Tokio 2020: Bronze, Frauen
Paris 2024: Gold, Frauen
- Olaf Jacobsen – Turnen (0-0-1)
Stockholm 1912: Bronze, Schwedisches System Männer
- Finn Christian Jagge – Ski Alpin (1-0-0)
Albertville 1992: Gold, Slalom Männer
- Anne Jahren – Skilanglauf (1-1-1)
Sarajevo 1984: Gold, 4 × 5-km-Staffel Frauen
Sarajevo 1984: Bronze, 20 km Frauen
Calgary 1988: Silber, 4 × 5-km-Staffel Frauen
- Gunnar Jamvold – Segeln (1-0-0)
Antwerpen 1920: Gold, 10-Meter-Klasse Typ 1907 Männer
- Peter Jamvold – Segeln (1-0-0)
Antwerpen 1920: Gold, 10-Meter-Klasse Typ 1907 Männer
- Kjetil Jansrud – Ski Alpin (1-2-2)
Vancouver 2010: Silber, Riesenslalom Männer
Sotschi 2014: Gold, Super-G Männer
Sotschi 2014: Bronze, Abfahrt Männer
Pyeongchang 2018: Silber, Abfahrt Männer
Pyeongchang 2018: Bronze, Super-G Männer
- Christian Jebe – Segeln (1-0-0)
Stockholm 1912: Gold, 8-Meter-Klasse Männer
- Bjørg Eva Jensen  – Eisschnelllauf (1-0-0)
Lake Placid 1980: Gold, 3000 m Frauen
- Christine Bøe Jensen – Fußball (1-0-0)
Sydney 2000: Gold, Frauen
- Erling Jensen – Turnen (0-0-1)
Stockholm 1912: Bronze, Schwedisches System Männer
- Leif Jensen – Gewichtheben (1-0-0)
München 1972: Gold, Halbschwergewicht Männer
- Thor Jensen – Turnen (0-0-1)
Stockholm 1912: Bronze, Schwedisches System Männer
- Per Jespersen – Turnen (0-1-0)
London 1908: Silber, Teammehrkampf Männer
- Erling Jevne – Skilanglauf (1-1-0)
Nagano 1998: Gold, 4 × 10-km-Staffel Männer
Nagano 1998: Silber, 30 km klassisch Männer
- Knut Johannesen – Eisschnelllauf (2-2-1)
Cortina d’Ampezzo 1956: Silber, 10.000 m Männer
Squaw Valley 1960: Gold, 10.000 m Männerf
Squaw Valley 1960: Silber, 5000 m Männer
Innsbruck 1964: Gold, 5000 m Männer
Innsbruck 1964: Bronze, 10.000 m Männer
- Herman Horn Johannessen – Segeln (0-0-1)
Sydney 2000: Bronze, Soling Männer
- Otto Johannessen – Turnen (0-1-0)
Antwerpen 1920: Silber, Freies System Männer
- Sigurd Johannessen – Turnen (0-1-0)
London 1908: Silber, Teammehrkampf Männer
- Arne Johansen  – Eisschnelllauf (0-0-1)
Oslo 1952: Bronze, 500 m Männer
- Eugen Johansen – Reiten (0-1-0)
Amsterdam 1928: Silber, Vielseitigkeit Team
- Henry Johansen – Fußball (0-0-1)
Berlin 1936: Bronze, Männer
- Jan Johansen – Kanu (1-0-1)
Mexiko-Stadt 1968: Gold, Vierer-Kajak 1000 m Männer
München 1972: Bronze, Vierer-Kajak 1000 m Männer
- Kari Mette Johansen – Handball (2-0-0)
Peking 2008: Gold, Frauen
London 2012: Gold, Frauen
- Sigvart Johansen – Schießen (0-0-1)
Antwerpen 1920: Bronze, Kleinkaliber 50& m Team Männer
- Thorstein Johansen – Schießen (1-0-0)
Antwerpen 1920: Gold, Laufender Hirsch Doppelschuss Team Männer
- Johan Anker Johansen – Turnen (0-1-0)
Antwerpen 1920: Silber, Freies System Männer
- Therese Johaug – Skilanglauf (4-1-1)
Vancouver 2010: Gold, 4 × 5-km-Staffel Frauen
Sotschi 2014: Silber, 30 km Freistil Frauen
Sotschi 2014: Bronze, 10 km klassisch Frauen
Peking 2022: Gold, 10 km klassisch Frauen
Peking 2022: Gold, 15 km Skiathlon Frauen
Peking 2022: Gold, 30 km Freistil Frauen
- Bjarne Johnsen – Turnen (1-0-0)
Stockholm 1912: Gold, Freies System Männer
- Erik Johnsen – Skispringen (0-1-1)
Calgary 1988: Silber, Großschanze Männer
Calgary 1988: Bronze, Teamspringen Männer
- Vibeke Johnsen – Handball (0-1-0)
Seoul 1988: Silber, Frauen
- Olav Jordet – Biathlon (0-1-1)
Innsbruck 1964: Bronze, 20 km Einzel Männer
Grenoble 1968: Silber, 4 × 7,5-km-Staffel Männer
- Claus Juell – Segeln (1-0-0)
Antwerpen 1920: Gold, 10-Meter-Klasse Typ 1907 Männer
- Jørgen Juve – Fußball (0-0-1)
Berlin 1936: Bronze, Männer
- Sigurd Jørgensen – Turnen (1-0-0)
Stockholm 1912: Gold, Freies System Männer
- Silje Jørgensen – Fußball (1-0-0)
Sydney 2000: Gold, Frauen

### K
- Paal Kaasen – Segeln (1-0-0)
Antwerpen 1920: Gold, 6-Meter-Klasse Typ 1919 Männer
- Geir Karlstad  – Eisschnelllauf (1-0-1)
Albertville 1992: Gold, 5000 m Männer
Albertville 1992: Bronze, 10.000 m Männer
- Mikal Kirkholt – Skilanglauf (0-1-0)
Oslo 1952: Silber, 4 × 10-km-Staffel Männer
- Aleksander Aamodt Kilde – Ski Alpin (0-1-1)
Pyeongchang 2018: Silber, Alpine Kombination Männer
Peking 2022: Bronze, Super-G Männer
- Nicolai Kiær – Turnen (0-1-0)
London 1908: Silber, Teammehrkampf Männer
- Stine Brun Kjeldaas – Snowboard (0-1-0)
Nagano 1998: Silber, Halfpipe Frauen
- Lasse Kjus – Ski Alpin (1-3-1)
Lillehammer 1994: Gold, Alpine Kombination Männer
Nagano 1998: Silber, Abfahrt Männer
Nagano 1998: Silber, Alpine Kombination Männer
Salt Lake City 2002: Silber, Abfahrt Männer
Salt Lake City 2002: Bronze, Riesenslalom Männer
- Jon Inge Kjørum – Skispringen (0-0-1)
Calgary 1988: Bronze, Team Männer
- Johannes Høsflot Klæbo – Skilanglauf (5-1-1)
Pyeongchang 2018: Gold, Teamsprint Männer
Pyeongchang 2018: Gold, Sprint Männer
Pyeongchang 2018: Gold, 4 × 10-km-Staffel Männer
Peking 2022: Gold, Sprint Männer
Peking 2022: Gold, Teamsprint Männer
Peking 2022: Silber, 4 × 10-km-Staffel Männer
Peking 2022: Bronze, 15 km klassisch Männer
- Theodor Klem – Rudern (0-0-1)
Antwerpen 1920: Bronze, Vierer mit Steuermann
- Håvard Klemetsen – Nordische Kombination (1-0-0)
Sotschi 2014: Gold, Team Männer
- Carl Klæth – Turnen (0-1-0)
London 1908: Silber, Teammehrkampf Männer
- Andreas Knudsen – Segeln (0-1-0)
Antwerpen 1920: Silber, 6-Meter-Klasse Typ 1907 Männer
- Knud Leonard Knudsen – Turnen (1-0-0)
Stockholm 1912: Gold, Freies System Männer
- Knut Knudsen – Radsport (1-0-0)
München 1972: Gold, 4000 m Einzelverfolgung Männer
- Monica Knudsen – Fußball (1-0-0)
Sydney 2000: Gold, Frauen
- Tormod Knutsen – Nordische Kombination (1-1-0)
Squaw Valley 1960: Silber, Einzel Männer
Innsbruck 1964: Gold, Einzel Männer
- Solfrid Koanda – Gewichtheben (1-0-0)
Paris 2024: Gold, Schwergewicht Frauen
- Erling Kongshaug – Schießen (1-0-0)
Helsinki 1952: Gold, Kleinkaliber-Dreistellungskampf Männer
- Peder Kongshaug  – Eisschnelllauf (1-0-0)
Peking 2022: Gold, Teamverfolgung Männer
- Karsten Konow – Segeln (0-1-0)
Berlin 1936: Silber, 6-Meter-Klasse Männer
- Magnus Konow – Segeln (2-1-0)
Stockholm 1912: Gold, 12-Meter-Klasse Männer
Antwerpen 1920: Gold, 8-Meter-Klasse Typ 1919 Männer
Berlin 1936: Silber, 6-Meter-Klasse Männer
- Linn-Kristin Riegelhuth Koren – Handball (1-0-1)
London 2012: Gold, Frauen
Rio de Janeiro 2016: Bronze, Frauen
- Lisbeth Korsmo  – Eisschnelllauf (0-0-1)
Innsbruck 1976: Bronze, 3000 m Frauen
- Johann Olav Koss  – Eisschnelllauf (4-1-0)
Albertville 1992: Gold, 1500 m Männer
Albertville 1992: Silber, 10.000 m Männer
Lillehammer 1994: Gold, 1500 m Männer
Lillehammer 1994: Gold, 5000 m Männer
Lillehammer 1994: Gold, 10.000 m Männer
- Harald Kråkenes – Rudern (0-0-1)
London 1948: Bronze, Achter Männer
- Thorstein Kråkenes – Rudern (0-0-1)
London 1948: Bronze, Achter Männer
- Gøril Kringen – Fußball (1-0-0)
Sydney 2000: Gold, Frauen
- Veronica Kristiansen – Handball (1-0-2)
Rio de Janeiro 2016: Bronze, Frauen
Tokio 2020: Bronze, Frauen
Paris 2024: Gold, Frauen
- Alexander Kristoff – Radsport (0-0-1)
London 2012: Bronze, Straßenrennen Männer
- Henrik Kristoffersen – Ski Alpin (0-1-1)
Sotschi 2014: Bronze, Slalom Männer
Pyeongchang 2018: Silber, Riesenslalom Männer
- Thorleif Kristoffersen – Segeln (1-0-0)
Antwerpen 1920: Gold, 8-Meter-Klasse Typ 1919 Männer
- Trygve Kristoffersen – Turnen (0-1-0)
Antwerpen 1920: Silber, Freies System Männer
- Georg Krog  – Eisschnelllauf (0-1-0)
Garmisch-Partenkirchen 1936: Silber, 500 m Männer
- Magnus Krog – Nordische Kombination (1-0-1)
Sotschi 2014: Gold, Team Männer
Sotschi 2014: Bronze, Normalschanze Männer
- Andreas Krogh – Eiskunstlauf (0-1-0)
Antwerpen 1920: Silber, Einzel Männer
- Simen Hegstad Krüger – Skilanglauf (2-1-1)
Pyeongchang 2018: Gold, 30 km Skiathlon Männer
Pyeongchang 2018: Silber, 15 km klassisch Männer
Pyeongchang 2018: Gold, 4 × 10-km-Staffel Männer
Peking 2022: Bronze, 50 km Freistil Männer
- Amanda Kurtović – Handball (1-0-1)
London 2012: Gold, Olympische Sommerspiele 2012/Handball#Frauen
Rio de Janeiro 2016: Bronze, Frauen
- Eirik Kvalfoss – Biathlon (1-1-1)
Sarajevo 1984: Gold, 10 km Sprint Männer
Sarajevo 1984: Silber, 4 × 7,5-km-Staffel Männer
Sarajevo 1984: Bronze, 20 km Männer
- Reidar Kvammen – Fußball (0-0-1)
Berlin 1936: Bronze, Männer

### L
- Terje Langli – Skilanglauf (1-0-1)
Albertville 1992: Gold, 4 × 10-km-Staffel Männer
Albertville 1992: Bronze, 30 km klassisch Männer
- Alfred Larsen – Segeln (1-0-0)
Stockholm 1912: Gold, 12-Meter-Klasse Männer
- Edvard Larsen – Leichtathletik (0-1-0)
London 1908: Bronze, Dreisprung Männer
- Eirik Verås Larsen – Kanu (2-1-1)
Athen 2004: Gold, Einer-Kajak 1000 m Männer
Athen 2004: Bronze, Zweier-Kajak 1000 m Männer
Peking 2008: Silber, Einer-Kajak 1000 m Männer
London 2012: Gold, Einer-Kajak 1000 m Männer
- Ernst Larsen – Leichtathletik (0-0-1)
Melbourne 1956: Bronze, 3000 m Hindernis Männer
- Henry Larsen – Rudern (0-0-2)
Antwerpen 1920: Bronze, Vierer mit Steuermann
- John Larsen – Schießen (1-0-0)
Helsinki 1952: Gold, Laufender Hirsch Männer
- Petter Larsen – Segeln (1-0-0)
Stockholm 1912: Gold, 12-Meter-Klasse Männer
- Roald Larsen  – Eisschnelllauf (0-2-4)
Chamonix 1924: Silber, 1500 m Männer
Chamonix 1924: Silber, Mehrkampf Männer
Chamonix 1924: Bronze, 500 m Männer
Chamonix 1924: Bronze, 5000 m Männer
Chamonix 1924: Bronze, 10.000 m Männer
St. Moritz 1928: Bronze, 500 m Männer
- Thor Larsen – Turnen (0-1-0)
London 1908: Silber, Teammehrkampf Männer
- Tonje Larsen – Handball (1-0-1)
Sydney 2000: Bronze, Frauen
Peking 2008: Gold, Frauen
- Dag Otto Lauritzen – Radsport (0-0-1)
Los Angeles 1984: Bronze, Straßenrennen Männer
- Rolf Lefdahl – Turnen (0-1-0)
London 1908: Silber, Teammehrkampf Männer
- Cecilie Leganger – Handball (0-0-1)
Sydney 2000: Bronze, Frauen
- Unni Lehn – Fußball (1-0-0)
Sydney 2000: Gold, Frauen
- Hans Lem – Turnen (0-1-0)
London 1908: Silber, Teammehrkampf Männer
- Kristoffer Lepsøe – Rudern (0-0-1)
London 1948: Bronze, Achter Männer
- Einar Liberg – Schießen (4-2-1)
London 1908: Gold, Freies Gewehr Dreistellungskampf Männer
Stockholm 1912: Silber, Freies Gewehr Dreistellungskampf Männer
Antwerpen 1920: Gold, Laufender Hirsch Einzelschuss Team Männer
Antwerpen 1920: Bronze, Laufender Hirsch Doppelschuss Männer
Antwerpen 1920: Gold, Laufender Hirsch Doppelschuss Mannschaft Männer
Paris 1924: Gold, Laufender Hirsch Einzelschuss Team Männer
Paris 1924: Silber, Laufender Hirsch Doppelschuss Team Männer
- Hilde Synnøve Lid – Freestyle-Skiing (0-0-1)
Lillehammer 1994: Bronze, Aerials Frauen
- Alf Lie – Turnen (1-0-0)
Stockholm 1912: Gold, Freies System Männer
- Rolf Lie – Turnen (1-0-0)
Stockholm 1912: Gold, Freies System Männer
- Sigve Lie – Segeln (2-0-0)
London 1948: Gold, Drachen Männer
Helsinki 1952: Gold, Drachen Männer
- Reidar Liaklev  – Eisschnelllauf (1-0-0)
St. Moritz 1948: Gold, 5000 m Männer
- Ole Lilloe-Olsen – Schießen (5-1-0)
Antwerpen 1920: Gold, Laufender Hirsch Einzelschuss Team Männer
Antwerpen 1920: Gold, Laufender Hirsch Doppelschuss Männer
Antwerpen 1920: Gold, Laufender Hirsch Doppelschuss Team Männer
Paris 1924: Gold, Laufender Hirsch Einzelschuss Team Männer
Paris 1924: Gold, Laufender Hirsch Doppelschuss Männer
Paris 1924. Silber, Laufender Hirsch Doppelschuss Team Männer
- Marius Lindvik – Skispringen (1-0-0)
Peking 2022: Gold, Großschanze Männer
- Odd Lirhus – Biathlon (0-1-0)
Sarajevo 1984: Silber, 4 × 7,5-km-Staffel Männer
- Roar Ljøkelsøy – Skispringen (0-0-2)
Turin 2006: Bronze, Normalschanze Männer
Turin 2006: Bronze, Mannschaft Männer
- Håvard Holmefjord Lorentzen  – Eisschnelllauf (1-1-1)
Pyeongchang 2018: Gold, 500 m Männer
Pyeongchang 2018: Silber, 1000 m Männer
Peking 2022: Bronze, 1000 m Männer
- Tor Lund – Turnen (1-0-0)
Stockholm 1912: Gold, Freies System Männer
- Fred Børre Lundberg – Nordische Kombination (2-2-0)
Albertville 1992: Silber, Team Männer
Lillehammer 1994: Gold, Einzel Männer
Lillehammer 1994: Silber, Teamspringen Männer
Nagano 1998: Gold, Team Männer
- Odd Lundberg  – Eisschnelllauf (0-1-1)
St. Moritz 1948: Silber, 5000 m Männer
St. Moritz 1948: Bronze, 1500 m Männer
- Maren Lundby – Skispringen (1-0-0)
Pyeongchang 2018: Gold, Normalschanze Frauen
- Eugen Lunde – Segeln (1-0-0)
Paris 1924: Gold, 6-Meter-Klasse Männer
- Katrine Lunde Haraldsen – Handball (1-0-2)
Rio de Janeiro 2016: Bronze, Frauen
Tokio 2020: Bronze, Frauen
Paris 2024: Gold, Frauen
- Kristine Lunde-Borgersen – Handball (1-0-0)
Peking 2008: Gold, Frauen
- Peder Lunde jr. – Segeln (1-1-0)
Rom 1960: Gold, Flying Dutchman Männer
Mexiko-Stadt 1968: Silber, Star Männer
- Peder Lunde sr. – Segeln (0-1-0)
Helsinki 1952: Silber, 5,5-Meter-R-Klasse Männer
- Vibeke Lunde – Segeln (0-1-0)
Helsinki 1952: Silber, 5,5-Meter-R-Klasse Männer
- Anders Lundgren – Segeln (1-0-0)
Paris 1924: Gold, 6-Meter-Klasse Männer
- Else-Marthe Sørlie Lybekk – Handball (1-0-1)
Sydney 2000: Bronze, Frauen
Peking 2008: Gold, Frauen
- Sturla Holm Lægreid – Biathlon (1-0-0)
Peking 2022: Gold, 4 × 7,5-km-Staffel Männer
- Kristin Lysdahl – Ski Alpin (0-0-1)
Pyeongchang 2018: Bronze, Teamwettbewerb
- Heidi Løke – Handball (1-0-1)
London 2012: Gold, Frauen
Rio de Janeiro 2016: Bronze, Frauen
- Sverre Løken – Rudern (0-0-1)
Los Angeles 1984: Bronze, Zweier ohne Steuermann
- Helge Løvland – Leichtathletik (1-0-0)
Antwerpen 1920: Gold, Zehnkampf Männer

### M
- Fred Anton Maier  – Eisschnelllauf (1-2-1)
Innsbruck 1964: Silber, 10.000 m Männer
Innsbruck 1964: Bronze, 5000 m Männer
Grenoble 1968: Gold, 5000 m Männer
Grenoble 1968: Silber, 10.000 m Männer
- Molla Mallory – Tennis (0-0-1)
Stockholm 1912: Bronze, Einzel (Rasen) Frauen
- Reidar Martiniuson – Segeln (1-0-0)
Antwerpen 1920: Gold, 8-Meter-Klasse Typ 1919 Männer
- Alf Martinsen – Fußball (0-0-1)
Berlin 1936: Bronze, Männer
- Odd Martinsen – Skilanglauf (1-2-0)
Grenoble 1968: Gold, 4 × 10-km-Staffel Männer
Grenoble 1968: Silber, 30 km Männer
Innsbruck 1976: Silber, 4 × 10-km-Staffel Männer
- Petter Martinsen – Turnen (1-0-0)
Stockholm 1912: Gold, Freies System Männer
- Charles Mathiesen  – Eisschnelllauf (1-0-0)
Garmisch-Partenkirchen 1936: Gold, 1500 m Männer
- Ivar Mathisen – Kanu (0-1-0)
London 1948: Silber, Zweier-Kajak 10.000 m Männer
- Per Mathiesen – Turnen (1-0-0)
Stockholm 1912: Gold, Freies System Männer
- Linda Medalen – Fußball (0-0-1)
Atlanta 1996: Bronze, Frauen
- Dagny Mellgren – Fußball (1-0-0)
Sydney 2000: Gold, Frauen
- Fredrik Meyer – Segeln (0-1-0)
Berlin 1936: Silber, 6-Meter-Klasse Männer
- Thore Michelsen – Rudern (0-0-1)
Antwerpen 1920: Bronze, Achter Männer
- Kristin Midthun – Handball (0-1-0)
Seoul 1988: Silber, Frauen
- Marit Mikkelsplass – Skilanglauf (0-3-0)
Calgary 1988: Silber, 4 × 5-km-Staffel Frauen
Lillehammer 1994: Silber, 4 × 5-km-Staffel Frauen
Nagano 1998: Silber, 4 × 5-km-Staffel Frauen
- Pål Gunnar Mikkelsplass – Skilanglauf (0-1-0)
Calgary 1988: Silber, 15 km klassisch Männer
- Magnus Moan – Nordische Kombination (1-2-1)
Turin 2006: Silber, Sprint Männer
Turin 2006: Bronze, Einzel, Männer
Sotschi 2014: Gold, Team Männer
Sotschi 2014: Silber, Großschanze Männer
- Peer Moberg – Segeln (0-0-1)
Atlanta 1996: Bronze, Laser Männer
- Per Ivar Moe  – Eisschnelllauf (0-1-0)
Innsbruck 1964: Silber, 5000 m Männer
- Anders Moen – Turnen (0-1-0)
London 1908: Silber, Teammehrkampf Männer
- Anita Moen – Skilanglauf (0-3-2)
Lillehammer 1994: Silber, 4 × 5-km-Staffel Frauen
Nagano 1998: Silber, 4 × 5-km-Staffel Frauen
Nagano 1998: Bronze, 15 km klassisch Frauen
Salt Lake City 2002: Silber, 4 × 5-km-Staffel Frauen
Salt Lake City 2002: Bronze, Sprint Freistil
- Sigurd Moen  – Eisschnelllauf (0-0-1)
Chamonix 1924: Bronze, 1500 m Männer
- Anders Mol – Beachvolleyball (1-0-1)
Tokio 2020: Gold, Männer
Paris 2024: Bronze, Männer
- Mari Molid – Handball (0-0-1)
Rio de Janeiro 2016: Bronze, Frauen
- Magdalon Monsen – Fußball (0-0-1)
Berlin 1936: Bronze, Männer
- Carl Monssen – Rudern (0-0-1)
London 1948: Bronze, Achter Männer
- Sigurd Monssen – Rudern (0-0-1)
London 1948: Bronze, Achter Männer
- Arne Mortensen – Rudern (0-0-1)
Antwerpen 1920: Bronze, Achter Männer
- Carl Mortensen – Segeln (0-1-0)
Helsinki 1952: Gold, 6-Meter-R-Klasse Männer
- Ragnhild Mowinckel – Ski Alpin (0-2-0)
Pyeongchang 2018: Silber, Abfahrt Frauen
Pyeongchang 2018: Silber, Riesenslalom Frauen
- Merete Myklebust – Fußball (0-0-1)
Atlanta 1996: Bronze, Frauen
- Magne Myrmo – Skilanglauf (0-1-0)
Sapporo 1972: Silber, 50 km Männer
- Marit Myrmæl – Skilanglauf (0-0-1)
Lake Placid 1980: Bronze, 4 × 5-km-Staffel Frauen
- Halvor Møgster – Segeln (1-0-0)
Antwerpen 1920: Gold, 12-Meter-Klasse Typ 1907 Männer
- Berit Mørdre – Skilanglauf (1-1-1)
Grenoble 1968: Gold, 3 × 5-km-Staffel Frauen
Grenoble 1968: Silber, 10 km Frauen
Sapporo 1972: Bronze, 3 × 5-km-Staffel Frauen
- Nora Mørk – Handball (1-0-2)
Rio de Janeiro 2016: Bronze, Frauen
Tokio 2020: Bronze, Frauen
Paris 2024: Gold, Frauen

### N
- Ole Nafstad – Rudern (0-1-0)
Montreal 1976: Silber, Vierer ohne Steuermann
- Karl Nag – Rudern (0-0-1)
Antwerpen 1920: Bronze, Achter Männer
- Theodor Nag – Rudern (0-0-1)
Antwerpen 1920: Bronze, Achter Männer
- Harald Natvig – Schießen (3-1-1)
Antwerpen 1920: Gold, Laufender Hirsch Einzelschuss Team Männer
Antwerpen 1920: Gold, Laufender Hirsch Doppelschuss Team Männer
Antwerpen 1920: Bronze: Laufender Hirsch Einzelschuss Männer
Paris 1924: Gold, Laufender Hirsch Einzelschuss Team Männer
Paris 1924. Silber, Laufender Hirsch Doppelschuss Team Männer
- Magnus Nedregotten – Curling (0-1-1)
Pyeongchang 2018: Bronze, Mixed-Doppel
Peking 2022: Silber, Mixed-Doppel
- Torger Nergård – Curling (1-0-0)
Salt Lake City 2002: Gold, Männer
- Leif Kristian Nestvold-Haugen – Ski Alpin (0-0-1)
Pyeongchang 2018: Bronze, Teamwettbewerb
- Henrik Nielsen – Turnen (0-1-0)
Antwerpen 1920: Silber, Freies System Männer
- Ingar Nielsen – Segeln (2-0-0)
Antwerpen 1920: Gold, 10-Meter-Klasse Typ 1907 Männer
Paris 1924: Gold, 8-Meter-Klasse Männer
- Niels Nielsen – Segeln (0-1-0)
Antwerpen 1920: Silber, 7-Meter-Klasse Männer
- Adolf Nilsen – Rudern (0-0-1)
Antwerpen 1920: Bronze, Achter Männer
- Elin Nilsen – Skilanglauf (0-3-0)
Albertville 1992: Silber, 4 × 5-km-Staffel Frauen
Lillehammer 1994: Silber, 4 × 10-km-Staffel Frauen
Nagano 1998: Silber, 4 × 5-km-Staffel Frauen
- Erling Nilsen – Boxen (0-0-1)
Berlin 1936: Bronze, Schwergewicht Männer
- Harald Christian Strand Nilsen – Ski Alpin (0-0-1)
Lillehammer 1994: Bronze, Alpine Kombination Männer
- Jeanette Nilsen – Handball (0-0-1)
Sydney 2000: Bronze, Frauen
- Laila Schou Nilsen – Ski Alpin (0-0-1)
Garmisch-Partenkirchen 1936: Bronze, Alpine Kombination Frauen
- Simen Spieler Nilsen  – Eisschnelllauf (1-0-0)
Pyeongchang 2018: Gold, Teamverfolgung Männer
- Jonathan Nordbotten – Ski Alpin (0-0-1)
Pyeongchang 2018: Bronze, Teamwettbewerb
- Tonje Nøstvold – Handball (1-0-0)
London 2012: Gold, Frauen
- Bente Nordby – Fußball (1-0-1)
Atlanta 1996: Bronze, Frauen
Sydney 2000: Gold, Frauen
- Sara Nordenstam – Schwimmen (0-0-1)
Peking 2008: Bronze, 200 m Brust Frauen
- Hans Nordvik – Schießen (2-0-0)
Antwerpen 1920: Gold, Laufender Hirsch Einzelschuss Team Männer
Antwerpen 1920: Gold, Laufender Hirsch Doppelschuss Team Männer
- Petter Northug – Skilanglauf (2-1-1)
Vancouver 2010: Gold, Teamsprint Männer
Vancouver 2010: Gold, 50 km klassisch Männer
Vancouver 2010: Silber, 4 × 10-km-Staffel Männer
Vancouver 2010: Bronze, Sprint klassisch Männer
- Katja Nyberg – Handball (1-0-0)
Peking 2008: Gold, Frauen
- Reidar Nyborg – Skilanglauf (0-0-1)
St. Moritz 1948: Bronze, 4 × 10-km-Staffel Männer
- Inger Helene Nybråten – Skilanglauf (1-2-0)
Sarajevo 1984: Gold, 4 × 5-km-Staffel Frauen
Albertville 1992: Silber, 4 × 5-km-Staffel Frauen
Lillehammer 1994: Silber, 4 × 5-km-Staffel Frauen
- Vaadjuv Nyqvist – Segeln (0-1-0)
Berlin 1936: Silber, 6-Meter-Klasse Männer
- Hans Næss – Segeln (1-0-0)
Antwerpen 1920: Gold, 12-Meter-Klasse Typ 1907 Männer
- Leif Næss – Rudern (0-0-1)
London 1948: Bronze, Achter Männer
- Tonje Nøstvold – Handball (1-0-0)
Peking 2008: Gold, Frauen